# Galbeni (okręg Vrancea)
Galbeni – wieś w Rumunii, w okręgu Vrancea, w gminie Tănăsoaia. W 2011 roku liczyła 217
mieszkańców.